# Stazione di Cannole
La stazione di Cannole è una fermata ferroviaria posta sulla linea Maglie-Otranto, costruita per servire la località di Cannole.
L'impianto ferroviario è gestito dalle Ferrovie del Sud Est.

## Servizi
La fermata dispone di:
- Area per l'attesa
- Accessibilità per portatori di handicap

## Movimento
La stazione è servita dai treni regionali svolti dalle Ferrovie del Sud Est nella relazione Maglie - Otranto via la linea 7.